# 384
سنة 384 م (بالأرقام الرومانية: CCCLXXXIV) كانت سنة كبيسة تبدأ يوم الإثنين (الرابط يظهر نموذج الجدول الزمني الكامل للسنة) من التقويم اليولياني. في ذلك الوقت كانت هذه السنة تعرف على أنها سنة تولي القنصلية من قبل ريكومير وكليرخوس (وتعرف على نطاق أضيق بسنة 1137 من تاريخ تأسيس روما). بدأت تسمية السنة ب384 منذ العصور الوسطى المبكرة، عندما أصبح تقويم أنو دوميني هو الأسلوب السائد في أوروبا لتسمية السنوات.

## مواليد
- هونوريوس

## وفيات
- تيموثاوس الأول (بابا الإسكندرية)
- داماسوس الأول